# Веннаті
Ве́ннаті (ест. Vennati küla) — село в Естонії, у волості Ляене-Сааре повіту Сааремаа.

## Населення
Чисельність населення на 31 грудня 2011 року становила 6 осіб.

## Географія
Дістатися села можна автошляхом 78 (Курессааре — Кігелконна — Веере).
На південний схід від села лежить озеро Муллуту (Mullutu laht).

## Історія
До 1977 року село мало назву Веннарті (Vennarti küla). У 1970 році населення Веннарті складало 11 осіб. У 1977 році під час адміністративної реформи сільське поселення Веннарті було скасовано. У 1998 році село відновили під назвою Веннаті.
До 12 грудня 2014 року село входило до складу волості Кярла.

## Пам'ятки природи
Зі сходу, півдня та заходу село оточує територія заказника Муллуту-Лооде (Mullutu-Loode hoiuala), площа — 5220,6 га (58°15′19″ пн. ш. 22°21′1″ сх. д. / 58.25528° пн. ш. 22.35028° сх. д.).